# جوش بيكر
جوش بيكر (بالإنجليزية: Josh Becker)‏ هو كاتب سيناريو أمريكي، ولد في 17 أغسطس 1958 في ديترويت في الولايات المتحدة.

## وصلات خارجية
- الموقع الرسمي
- جوش بيكر على موقع IMDb (الإنجليزية)
- جوش بيكر على موقع ألو سيني (الفرنسية)
- جوش بيكر على موقع أول موفي (الإنجليزية)
- جوش بيكر على موقع قاعدة بيانات الأفلام السويدية (السويدية)
- جوش بيكر على موقع قاعدة بيانات الفيلم (الإنجليزية)
- جوش بيكر على موقع كينوبويسك (الروسية)